# André Castel
Pour les articles homonymes, voir Castel.
André Castel est un footballeur français né le 28 avril 1943 à Mers el-Kébir en Algérie et mort le 4 avril 2019 à Saint-André-des-Eaux,.
Il effectue sa carrière de footballeur principalement au FC Nantes. Il signe au Stade lavallois en janvier 1971 lors de la trêve de Noël, puis rejoint l'AS Saint-Étienne avec un contrat de quatre ans.

## Palmarès
- Champion de France en 1965 et 1966 avec le FC Nantes
- Vainqueur du Challenge des champions en 1965 avec le FC Nantes